# 雷伊汗·阿拉巴哲奥卢
雷伊汗·阿拉巴哲奥卢（土耳其語：Reyhan Arabacıoğlu，1982年12月22日—），土耳其男子举重运动员。他曾代表土耳其参加2004年夏季奥林匹克运动会举重比赛，获得男子77公斤级铜牌。